# 1179-1170 v.Chr.
De jaren 1179-1170 v.Chr. (van de christelijke jaartelling) zijn een decennium in de 12e eeuw v.Chr..

## Gebeurtenissen

### Egypte
- 1179 v.Chr. - Een alliantie van de Filistijnen en "Zeevolken", waaronder de Tjekker, Sjekelesj, Danuna en Teresj vallen de Nijl-delta binnen.
- Farao Ramses III heeft de grootste moeite het Egyptische Rijk te verdedigen, de gevangenen worden als slaven gedeporteerd.
- 1176 v.Chr. - Ramses III ondermijnt een inval van de Mesjwesj, de koningsgraven in de Vallei der Koningen worden geplunderd.
- 1170 v.Chr. - Mesjwesj-kolonisten vestigen zich in de Nijl-delta en Nubië, de "Zeevolken" veroveren Palestina.

### Mesopotamië
- 1170 v.Chr. - Koning Shutruk-Nakhhunte van het koninkrijk Elam, plundert Babylon en maakt een einde aan de Kassitische heerschappij.

<< · 1199-1190 · 1189-1180 · 1179-1170 · 1169-1160 · 1159-1150 · 1149-1140 · 1139-1130 · 1129-1120 · 1119-1110 · 1109-1100 · >>